# Philodendron venosum
Philodendron venosum là một loài thực vật có hoa trong họ Ráy (Araceae). Loài này được (Willd. ex Schult. & Schult.f.) Croat miêu tả khoa học đầu tiên năm 1986.